# Aglaia (sit SCI)
Aglaia (sit SCI) este o arie protejată (arie specială de conservare — SAC, sit de importanță comunitară — SCI) din Republica Cehă întinsă pe o suprafață de 520,82 ha, integral pe uscat.

## Localizare
Centrul sitului Aglaia (sit SCI) este situat la coordonatele 49°48′28″N 14°11′06″E / 49.807778°N 14.185°E.

## Înființare
Situl Aglaia (sit SCI) a fost declarat sit de importanță comunitară în aprilie 2005 pentru a proteja 1 specie de animale. Situl a fost protejat și ca arie specială de conservare în septembrie 2015.

## Biodiversitate
Situată în ecoregiunea continentală, aria protejată nu include niciun habitat protejat.
La baza desemnării sitului se află o specie protejată de  amfibieni: triton cu creastă (Triturus cristatus).